# 蝶の眠り
『蝶の眠り』(ちょうのねむり、英語:Butterfly Sleep/韓国語:나비잠/上映時間:112分）は、日本では2018年5月12日/韓国では2018年9月6日に公開された日韓合作映画。
監督・脚本はチョン・ジェウン。
日本での配給はKADOKAWA/韓国ではトリプルピクチャーズ。主題歌は根津まなみ「朝焼けの中で」　

## 概要
公開年は2018年だが、前年の2017年に行われた釜山国際映画祭の開幕作品として上映されていることから製作は2017年の作品。
日本版キャッチコピーは「あなたが大切な人に残したい"記憶"は何ですか?」/韓国版キャッチコピーは「사랑이 왔다」(意訳:愛が来た)
涼子の家は建築家・阿部勤の作品「中心がある家」が使われている。

## ストーリー
小説家として成功を収めた松村(綾峰)涼子は、あることをきっかけに心機一転するべく、友人の大学教授 石井の推薦で大学の特別講師をすることにした。初日の授業を終えた日、涼子は石井と学生のアンナと大学近くの居酒屋で親睦会をし、そこで韓国人留学生のソ・チャネと出逢う。
深夜、涼子が愛用の万年筆を探しに居酒屋へ戻って来る。閉店作業後にバックヤードで眠っていたチャネは涼子の激しく居酒屋の扉を叩く音で起こされる。涼子に万年筆の在りかを矢継ぎ早に聞かれたチャネは万年筆の捜索を申し出る。一方、涼子はチャネに店で待つように言われたが、そのままカウンターで眠ってしまい、明け方に目覚めそのまま帰っていった。チャネは必死に万年筆を探したが見つけることができず、涼子もいなくなった店に戻り眠っていた。しばらくして出勤してきた店主・大村が涼子の万年筆を拾っていることに気付いたチャネは大村から万年筆を取り返し、涼子に届けに行く。
涼子は歳の離れた夫・綾峰龍二と離婚後、旧姓の松村涼子として飼い犬のトンボと大きな一軒家で自由気ままな生活を送っていた。
涼子は万年筆を届けてくれたチャネにお礼を言い、そして愛犬トンボの散歩の世話も頼む。一方、チャネも言われるがままに引受け、アルバイト代として涼子から報酬を受け取るが、すぐさまパチンコに使い切ってしまった。いつしかチャネは涼子の自宅へ訪問し、トンボの世話をすることが日課となったそんなある日、涼子は本棚の整理を頼む。涼子は「色別に美しく整理して、グラデーションにして」というリクエストを出した。チャネは涼子の書棚にある本を読みながら、時には微睡ながらリクエストされた通りに書棚を整理し始めた。
チャネは相変わらず涼子からもらう報酬は毎回パチンコに使い切る生活を続けていた。そんな中で涼子の元夫・龍二が新作を発表し、出版記念パーティー後に涼子は龍二の元を訪れた。そこで涼子は母親と同じ遺伝性のアルツハイマー病を発症したこと、まだ初期の段階ではあるが病気の進行と共に次第に記憶が薄れてしまうことを龍二に伝える。
しばらくしてチャネは涼子のリクエスト通りに本棚の整理を終えた。色別の他に本の高さも揃え、涼子の要望通りに美しい本棚に仕上げた。それを見た涼子は感激しながら満足そうに微笑んでいた一方で、チャネは題名や作家もあちこちに散らばってしまったことを懸念し、チャネは「本を探す時にとても苦労するのではないか?」と涼子に尋ねると、涼子は「もう本を探さないから大丈夫だ」と話すのだった。
小説を書くときに涼子はパソコンは使わずペンと紙を使用し、直筆で書くというこだわりを持っていた。そのため涼子はボイスレコーダーに吹き込んだ原稿の内容をパソコンへ打ち込む作業の手伝いをチャネにお願いし、チャネは涼子に言われるがままに涼子の家に住み込みながら手伝うこととなった。チャネは涼子への自分の依頼や対応の異様さからアルバイト先の店主・大村に「自分は罠に嵌められたかもしれない」と不安を口走るが、大村からは茶化されて終わる。
一方、涼子は授業で学生たちに小説を書いてもらう課題を出したが、あまりにも学生たちの力量が伴っていなかったことに激昂し、学生の原稿をシュレッダーにかけ、シュレッダー屑を教室で巻き散らして立ち去ってしまう。アンナに涼子の授業をお勧めされ、久しぶりに登校したチャネも涼子が激昂する様子を目に当たりにしていたが冷静に眺めていた。冷静に眺めていたチャネの態度とは裏腹に多くの学生たちは戸惑いを隠せなかった一方で、涼子自身もなぜ自分が急に怒り出したか分からず戸惑っていた。
そんな岐路、涼子は強い眩暈に襲われる。追いかけて来たチャネに介抱されながら、どうにか家に帰ることができたが、そこで涼子はチャネに自分の病気を明かした。後日、涼子は通院した際に医師から「母親と同様に病気が進行するだろう」と余命と併せて告げられた。
涼子は自分の記憶が消え、自分が何者があるのかが分からなくなってしまう前になんとしても執筆中の作品を書き上げてしまいたい気持ちが更に強くなった。
病気は涼子の意思などお構いなしに進行し、ある日、涼子は自宅に鍵をかけるのを忘れてしまいトンボがいなくなってしまう。施錠していなかったことすらも憶えていない涼子はチャネの仕業だと思い込み、チャネに濡れ衣を着せ、元夫の龍二も呼び寄せ、警察の世話にもなった。更に不安を募らせた涼子は帰宅後、自宅の水道の蛇口を破壊。
途方に暮れてチャネに助けを求め、頼られたチャネは涼子に頼られていることに悦びを感じ、涼子とチャネはお互いの必要性を感じて惹かれ合い、身体を重ねたのだった。
チャネが側にいることで心身の安定が得られるようになった涼子は時々、混乱しつつも執筆作業を続ける。チャネも荒んでいた生活にピリオドを打ち、涼子の家で暮らすようになり、二人は穏やかな日々を過ごしているかのように見えたがアンナがチャネと涼子の同棲に気付き、石井に話してしまう。石井に呼び出され、別れることを進言され叱責された涼子は「今の作品を書き上げるまでは目をつぶって欲しい」と頼み込んだ。一方で授業には参加せず、チャネが涼子の付き添いで大学に来ていることを知ったアンナもまたチャネに別れるよう進言したがチャネも聞く耳を持たなかった。
しばらくして涼子の小説が完成した。チャネは感慨深く、出版社に送る封筒に丁寧に小説のタイトルと松村涼子という名前を書き上げた。
そんなある日、龍二と2人で行き先も告げずに「デート」だと言って涼子が出かけて行った。何も知らされなかったチャネは元夫と出かけて行った涼子の行き先に疑問を抱いたが介護施設のパンフレットを発見し、涼子への憤りを募らせた。暗くなり帰宅した涼子にチャネは詰問したが、涼子は「小説を書き上げるためにチャネを利用したのだ」と嘘をつく。
涼子とチャネは互いの気持ち重さから口論となり、涼子は後先がない自分にチャネの人生を添わすことはしたくないという気持ちから徹底してチャネに牙をむき追い出そうとする。最期まで涼子に寄り添うつもりでいたチャネは涼子の拒絶間の強い態度にショックを受け、涼子の家を出て行ってしまう。
チャネが涼子の家を出ていった数日後、チャネのアルバイト先に龍二が訪ねて来る。「涼子が施設に入る前にもう1度、彼女に会って欲しい」と龍二に頼まれるが、逡巡しているうちにチャネは彼女と会話をする最後の機会を逃してしまう。
涼子が施設へ入る朝、せめて見送りだけでもとチャネは涼子の家を訪ねた。しかし涼子もチャネと別れたことで病気が悪化したのか涼子の病は酷く進行していた。もはや涼子は支えがなくては歩くこともできず、チャネの顔を見ても不思議そうな顔をするのであった。その後、チャネは絶望のまま帰国の途に就く帰りの電車内でチャネは涙を堪えつつ、内から溢れる感情を涼子から託された万年筆でノートにしたため始める。
2年後、チャネは帰国の途に書き始めた小説を韓国で出版し、小説家としてデビューしていた。大学卒業後に出版社で勤務していた同級生アンナの依頼により、日本でもチャネの本を出版することになり契約のためにチャネは来日したのだった。チャネが契約を終えるとアンナはチャネに涼子の小説をプレゼントした。その小説は涼子が望んでた旧姓の松村涼子ではなく「綾峰涼子」名義で出版されてしまったことをチャネは知り、涼子に対して気の毒に似た感情を抱きつつ、宿泊先に戻ったチャネは涼子が最後に出した作品でもあり、共に作り上げた作品をホテルで読んだ。
チャネが涼子の小説を読んでいると涼子が執筆中に散々、注意していた文字が間違ったままで印字されている箇所に気付き、彼はアンナに間違いを指摘したが、アンナから「原稿を渡す際、涼子自身が全てを見直した上で絶対に元に戻さないように」と指示を出していたことを聞かされる。それを聞いたチャネはトンボがいなくなった際、涼子が話していた「密かに残された足跡」の話を思い出す。会って涼子の気持ちを確かめたいという感情が芽生え、居ても立っても居られなくなったチャネは涼子がいる施設へ向かい、車いすでの生活を送っている涼子と再会したが相変わらず涼子はチャネの顔を見ても分からない様子だったが、おもむろにチャネへと手を伸ばし、涼子は大切に持っていたテープレコーダーをチャネに渡してくる。
渡されたテープレコーダーをチャネが再生すると、まだ涼子が記憶を保っていた頃のメッセージが録音されていた。「記憶を失っても、愛していた人のことは忘れない。分からなくなっても、覚えている」のだと吹き込まれメッセージを聞いたチャネは泣きながら涼子は自分を利用していたのではなかったこと、愛情から突き放していたのに待っていたことを知り、来るのが遅くなってすまなかったと涼子に謝るのだった。

## キャスト
松村(綾峰) 涼子演 - 中山美穂
人気小説家。デビュー以来、綾峰 涼子名義で小説を書いてきたが離婚後は旧姓の松村涼子と名乗って小説を書き、大学で教鞭をとっている。ラブラドルレトリバーのトンボを可愛がっており、知的で少し風変り。上品で美しい女性だが、50代にして遺伝性アルツハイマー病を発症してしまう。
ソ・チャネ演 - キム・ジェウク
韓国人留学生。日本文学好きが高じて小説家を夢見て来日。苦学生が故に学費のために働かなければならず、そのような環境に疲れ果て、大学へ通うのをやめてしまう。アルバイト先の居酒屋の1畳ほどのバックヤードに住み込みで働き、得たお金をパチンコに投じる等、虚無的な日々を過ごしている中で涼子と出逢い、惹かれ始める。
アンナ演 - 石橋杏奈
チャネの同窓生であり、涼子の教え子。密かにチャネに恋心を抱いている。チャネの状況を理解し応援していたが、チャネと涼子とただならぬ関係を知り、正義感と嫉妬からチャネに別れを進言し、涼子を追い詰める。
綾峰 龍二演 - 菅田俊
人気小説家。年の離れた涼子の元夫であり、小説・文学の師匠でもある。涼子が離婚時、龍二との私生活を赤裸々に記した小説の影響から小説家として再起不能だと思われるほど世間から叩かれていたが、新作発表で小説家として返り咲く。私生活や小説家人生で涼子に振り回されたものの、一人の小説家としての涼子を評価しており、涼子が困った時は手を差し伸べる懐の深さを持っている。
石井演 - 勝村政信
大学教授で涼子の友人。小説の研究を行っており、涼子を大学に推薦した人物。涼子とは文学や哲学について論じる仲。涼子が病気であることを知っており、いつも天真爛漫な涼子を心配している。
大村演 - 永瀬正敏
チャネのアルバイト先の居酒屋店主。苦学生であるチャネのことを理解しつつ、愛を持って雇っている。真剣に悩むチャネを時々茶化し、チャネの反応を楽しんだりしている。チャネは「형」(ヒョン:韓国語で親しい兄さんという意味)と呼び慕っている。

## 関連リンク
- 「蝶の眠り」-公式Twitter
- https://m.imdb.com/title/tt5891642/